# 300 West 6th
Le 300 West 6th est un gratte-ciel de bureaux de 100 mètres de hauteur construit à dans le quartier des affaires d'Austin au Texas de 2000 à 2002.
C'est le plus haut immeuble d'Austin sans feux d'avertissement pour les avions.
L'architecte est l'agence texane HKS (architecte).
Le promoteur de l'immeuble est la société Carr America Realty.